# 関東代官
関東代官（かんとうだいかん）は江戸時代の職制で、1792年（寛政4年）3月設立。関東郡代の管轄下で、その補佐職。

## 概要
1792年（寛政4年）3月、伊奈氏の改易によってその強大な権限は分割された。まず、地方支配は勘定所の管轄とされ、後任の関東代官となった大貫光豊と篠山景義は掛御用向の職務を担当したが、同月には勘定奉行・久世広民の兼任で関東郡代の職が設置された。関東郡代の下に先に関東代官に任命された2名に加えて3名が追加されて5人体制の関東郡代付代官となり郡代を補佐した。

## その他
時代によって名称が入り組んでおり、文献・時代によっては、代官頭、関東代官頭、関東代官の混同が見られる。